# Túnel de Engelberg
El túnel de Engelberg (en alemán: Engelbergtunnel) es un túnel de autopista en la Autobahn A81 (autopista alemana) al oeste de Stuttgart, en las afueras de Leonberg. Durante la Segunda Guerra Mundial fue utilizado como fábrica de trabajos forzados nazi para la fabricación y el almacenamiento de piezas de aviones.
El nombre se utiliza a veces para referirse al antiguo túnel de Engelberg —que era segundo túnel para autopista de Alemania— y, a veces usado para referirse a su sucesor, el completamente reconstruido túnel inferior de Engelberg. Ambos se encuentran bajo la colina Engelberg, al este de Leonberg en la autopista A81.
El túnel original doble de Engelberg fue abierto al tráfico el 5 de noviembre de 1938, después de tres años de construcción. En 1999, un nuevo túnel gemelo fue abierto para reemplazar los antiguos túneles. El túnel viejo oeste se mantuvo en su lugar, con la entrada del sur aún abierta. El viejo túnel este fue rellenado con escombros de la construcción de los nuevos túneles.